# Lijst van voetbalinterlands Libië - Tsjaad
Deze lijst van voetbalinterlands is een overzicht van alle officiële voetbalwedstrijden tussen de nationale teams van Libië en Tsjaad. De landen hebben tot op heden vier keer tegen elkaar gespeeld. De eerste wedstrijd, een vriendschappelijk duel, vond plaats op 22 september 1997 in Tripoli. Het laatste duel, eveneens een vriendschappelijke wedstrijd, werd gespeeld in de Libische hoofdstad op 24 augustus 2008.

## Wedstrijden
| № | Plaats   | Datum             | Competitie           | Wedstrijd      | Uitslag |
| - | -------- | ----------------- | -------------------- | -------------- | ------- |
| 1 | Tripoli  | 22 september 1997 | Vriendschappelijk    | Libië − Tsjaad | 3 − 1   |
| 2 | Ndjamena | 2 juli 2000       | WK 2002 kwalificatie | Tsjaad − Libië | 3 − 1   |
| 3 | Tripoli  | 15 juli 2000      | WK 2002 kwalificatie | Libië − Tsjaad | 3 − 1   |
| 4 | Tripoli  | 24 augustus 2008  | Vriendschappelijk    | Libië − Tsjaad | 3 − 0   |

## Samenvatting
| Competitie        | Totaal gespeeld | Winst Libië | Gelijk | Winst Tsjaad | Doelsaldo Libië – Tsjaad |
| ----------------- | --------------- | ----------- | ------ | ------------ | ------------------------ |
| WK-kwalificatie   | 2               | 1           | 0      | 1            | 4 − 4                    |
| Vriendschappelijk | 2               | 2           | 0      | 0            | 6 − 1                    |
| Totaal            | 4               | 3           | 0      | 1            | 10 − 5                   |

## Details

### Vierde ontmoeting
| Vriendschappelijk (Tripoli, Libië, 24 augustus 2008):              |       |        |
| Libië                                                              | 3 – 0 | Tsjaad |
| Omar Mohamed Dawood 19' Mohamed Ali Esnany 77' Nader Guma Kara 80' | goals |        |

LFF · A-internationals · Bondscoaches · Libisch vrouwenelftal · Olympisch elftal
1960 – 1969 · 
1970 – 1979 · 
1980 – 1989 · 
1990 – 1999 · 
2000 – 2009 · 
2010 – 2019 ·
2020 − 2029
1964 · 
1965 · 
1966 · 
1967 · 
1968 · 
1969 · 
1970 · 
1971 · 
1972 · 
1973 · 
1974 · 
1975 · 
1976 · 
1977 · 
1978 · 
1979 · 
1980 · 
1981 · 
1982 · 
1983 · 
1984 · 
1985 · 
1986 · 
1987 · 
1988 · 
1989 · 
1990 · 
1991 · 
1992 · 
1993 · 
1994 · 
1995 · 
1996 · 
1997 · 
1998 · 
1999 · 
2000 · 
2001 · 
2002 · 
2003 · 
2004 · 
2005 · 
2006 · 
2007 · 
2008 · 
2009 · 
2010 · 
2011 · 
2012 · 
2013 ·
2014 ·
2015 ·
2016 ·
2017 ·
2018 ·
2019 ·
2020 ·
2021 ·
2022 ·
2023
Algerije ·
Angola ·
Argentinië ·
Bahrein ·
Benin ·
Botswana ·
Burkina Faso ·
Canada ·
Centraal-Afrikaanse Republiek ·
Comoren ·
Congo-Brazzaville ·
Congo-Kinshasa ·
Egypte ·
Equatoriaal-Guinea ·
Ethiopië ·
Gabon ·
Gambia ·
Ghana ·
Griekenland ·
Guinee ·
Indonesië ·
Irak ·
Iran ·
Ivoorkust ·
Jemen ·
Jordanië ·
Kaapverdië ·
Kameroen ·
Kazachstan ·
Kenia ·
Koeweit ·
Lesotho ·
Libanon ·
Liberia ·
Malawi ·
Maleisië ·
Mali ·
Malta ·
Marokko ·
Mauritanië ·
Mauritius ·
Mozambique ·
Myanmar ·
Namibië ·
Niger ·
Nigeria ·
Oeganda ·
Oekraïne ·
Oman ·
Palestina ·
Polen ·
Qatar ·
Rwanda ·
Sao Tomé en Principe ·
Saoedi-Arabië ·
Senegal ·
Seychellen ·
Soedan ·
Swaziland ·
Syrië ·
Tanzania ·
Thailand ·
Togo ·
Tsjaad ·
Tunesië ·
Turkije ·
Uruguay ·
Verenigde Arabische Emiraten ·
Wit-Rusland ·
Zambia ·
Zimbabwe ·
Zuid-Afrika ·
Zuid-Korea
FTF · Tsjadisch vrouwenelftal
Interlands
Tegenstander:
Algerije ·
Angola ·
Bahrein ·
Benin ·
Botswana ·
Centraal-Afrikaanse Republiek ·
Comoren ·
Congo-Brazzaville ·
Congo-Kinshasa ·
Egypte ·
Equatoriaal-Guinea ·
Ethiopië ·
Gabon ·
Gambia ·
Ghana ·
Guinee ·
Ivoorkust ·
Jemen ·
Jordanië ·
Kameroen ·
Liberia ·
Libië ·
Madagaskar ·
Malawi ·
Mali ·
Mauritius ·
Namibië ·
Niger ·
Nigeria ·
Oeganda ·
Sao Tomé en Principe ·
Sierra Leone ·
Soedan ·
Tanzania ·
Togo ·
Tunesië ·
Zambia ·
Zuid-Afrika